# Marinduque
Marinduque je jeden z ostrovů Filipín. Nachází se mezi Tayabaským zálivem a Sibuyanským mořem jižně od Luzonu. Má rozlohu 953 km² a žije na něm okolo 230 000 obyvatel. Největším městem je Boac (55 000 obyvatel). Ostrov tvoří jednu z provincií regionu Mimaropa a je rozdělen na šest obcí (Boac, Buenavista, Gasan, Mogpog, Santa Cruz a Torrijos). Většinu obyvatel tvoří katolíci a nejpoužívanějším jazykem je tagalog.
Nejvyšší horou je Malindig s nadmořskou výškou 1157 m. Nachází se zde množství jeskyní, z nichž nejznámější je Bathala. Ostrov má tropické monzunové podnebí, pěstuje se zde převážně kokosovník ořechoplodý a rýže setá. Významnou roli hraje rovněž rybolov. Těží se zlato a železná ruda. V roce 2004 zde byla vytvořena chráněná oblast Marinduque Wildlife Sanctuary, kde žije velemyš největší, dvojzoborožec hnědavý a kachna filipínská.
Ostrov je proslulý archeologickým výzkumem, který zde v roce 1881 vedl Antoine-Alfred Marche. Oblíbenou turistickou atrakcí je velikonoční festival Moriones. Marinduque bylo v roce 2013 vyhlášeno nejbezpečnější provincií Filipín.